# Michele Massa
Michele Massa (* 1929 in Neapel; † 17. Februar 2007 in Ferrara) war ein italienischer Jurist, Filmregisseur und Drehbuchautor.
Massa schrieb und inszenierte einen Kino- und mehrere Fernsehfilme, die juristische Themen behandelten und nach Kritikermeinung mit bemerkenswertem Gespür für Dramaturgie gedreht wurden. Massa war zuvor vierundzwanzig Jahre als Magistrat und Dozent für Rechtswissenschaften an der Universität Neapel Federico II aktiv gewesen. Daneben war er Mitbegründer der juristischen Fakultät an der römischen Universität Tor Vergata.

## Filmografie
- 1974: Il giuoco della verità
- 1980: Il caso Graziosi (Fernsehfilm)
- 1983: Bebowi – il delitto di via Lazio (Fernsehfilm)